# Wirbelwind
Flakpanzer IV «Wirbelwind» (рус. Противовоздушный танк IV «Смерч») — немецкая зенитная самоходная установка (ЗСУ) времён Второй мировой войны на базе среднего танка Вермахта — Pz. IV.

## История создания и производства
В начале Второй мировой войны при тотальном господстве Люфтваффе в воздухе Вермахт не был заинтересован в создании ЗСУ. Однако после коренного перелома в ходе войны союзные войска начали завоевывать господство в воздухе, и у германской армии возникла потребность в мобильной и хорошо вооруженной зенитной самоходной установке. В начале весны 1944 года концепцию такой машины выдвинул гауптштурмфюрер 12-й танковой дивизии СС «Гитлерюгенд» Карл Вильгельм Краузе. Он ознакомил со своим предложением командира 12-го танкового полка СС оберштурмбаннфюрера Макса Вюнше, после чего идея была одобрена лично А. Гитлером.
Прототип ЗСУ «Wirbelwind» был построен в мае 1944 года на шасси повреждённого в боях и возвращённого для капитального ремонта танка Pz.Kpfw IV. Стандартная башня танка была демонтирована, а на её место установлена новая — девятигранная с открытым верхом, в которой размещалась счетверенная 20-мм зенитная артиллерийская установка 2 cm Flakvierling 38 L/65. Несмотря на то, что крыша повысила бы защищенность расчета, башня осталась открытой по причине проблем с вентиляцией боевого отделения: четыре автоматических орудия выбрасывали большое количество пороховых газов. За свой вид, напоминавший формочку для запекания кексов, башня получила прозвище «Keksdose».
Производство ЗСУ «Wirbelwind» было развернуто фирмой «Ostbau Werke» на заводе в г. Сагане (Силезия, ныне — территория Польши). Для изготовления машин использовались ремонтные шасси.
|       | 1     | 2     | 3     | 4     | 5     | 6     | 7     | 8     | 9     | 10    | 11    | 12    | Всего |
| ----- | ----- | ----- | ----- | ----- | ----- | ----- | ----- | ----- | ----- | ----- | ----- | ----- | ----- |
| 1944  |       |       |       |       |       |       | 17    | 20    | 28    | 2     | 19    | 11    | 97    |
| 1945  | 3     |       |       |       |       |       |       |       |       |       |       |       | 3     |
| Всего | Всего | Всего | Всего | Всего | Всего | Всего | Всего | Всего | Всего | Всего | Всего | Всего | 100   |

### Модификации
После начала боевого использования ЗСУ выяснилось, что 20-мм орудия являются недостаточно действенными против самолётов противника. В результате, была разработана и начала выпускаться ЗСУ Flakpanzer IV «Ostwind» («Восточный ветер») с одним 37-мм автоматическим зенитным орудием FlaK 43.
В проектах военного командования вермахта были и другие планы по увеличению огневой мощи «Wirbelwind». В конце 1944 года планировалось перевооружить имеющиеся «Wirbelwind» четырьмя 30-мм орудиями MK 103/28 или MK 103/38, способными делать до 600 выстрелов в минуту. В декабре 1944 года Ostbau изготовила только один прототип, обозначенный как Zerstörer 45 (с нем. — «Истребитель-45») — 3 cm Flakvierling MK 103/1-8 auf Sfl PzKpfw IV.
В 1945 году было принято решение использовать шасси устаревших Panzer III с установкой на них башни от «Wirbelwind». Этот проект получил обозначение Flakpanzer III. Было заказано 90 таких танков, но проект не был реализован ввиду окончания войны.

## Сохранившиеся экземпляры
На сегодняшний день известны два сохранившихся экземпляра ЗСУ «Wirbelwind». Один находится в экспозиции военно-исторической выставки в г. Киле (ФРГ). Ранее эта самоходная установка была экспонатом артиллерийско-технического музея Абердинского полигона (США). Второй «Wirbelwind» выставлен в музее базы «Борден» (Канада).

## В массовой культуре

### Стендовый моделизм
«Wirbelwind» достаточно популярен у производителей моделей. Сборные пластиковые копии ЗСУ различных модификаций в масштабе 1:35 выпускаются фирмами «Tamiya» (Япония), «Dragon» (Китай), «Academy» (Корея), в масштабе 1:72 фирмами «Hasegawa» (Япония), «Esci» (Италия), «MACO» (ФРГ).

### Компьютерные игры
В силу своих широких боевых возможностей, «Wirbelwind» достаточно хорошо представлен в компьютерных играх, таких как Call of Duty, Panzer General,  Company of Heroes, R.U.S.E., War Front: Turning Point, War Thunder, а также в серии игр «Блицкриг» и «В тылу врага».

## Галерея
ЗСУ «Wirbelwind» в экспозиции музея базы Борден. Серая окраска является исторически неверной: данные самоходные установки, как правило, покрывались камуфляжными рисунком поверх песочной базы.